# Ed Schultz
Edward Andrew Schultz (Norfolk, 27 de janeiro de 1954 – Washington, 5 de julho de 2018) foi um apresentador de televisão, rádio, anfitrião, comentarista, e um transmissor de desporto americano.

## Carreira
Ed ponderou ser executado como um republicano para a câmara dos deputados em 1994, mas decidiu contra ele depois de visitar com o estado republicano de líderes.

## Morte
Ed morreu em 5 de julho de 2018. De acordo com relatos, ele morreu de causas naturais em Washington, D.C., onde ele estava trabalhando para a rede de TV russa RT.